# Castello di Silberegg
Il castello di Silberegg (in tedesco Schloss Silberegg) si trova nell'omonima frazione del comune austriaco di Kappel am Krappfeld nel Distretto di Sankt Veit an der Glan appartenente al Land della Carinzia e la sua storia inizia nel XV secolo.

## Storia

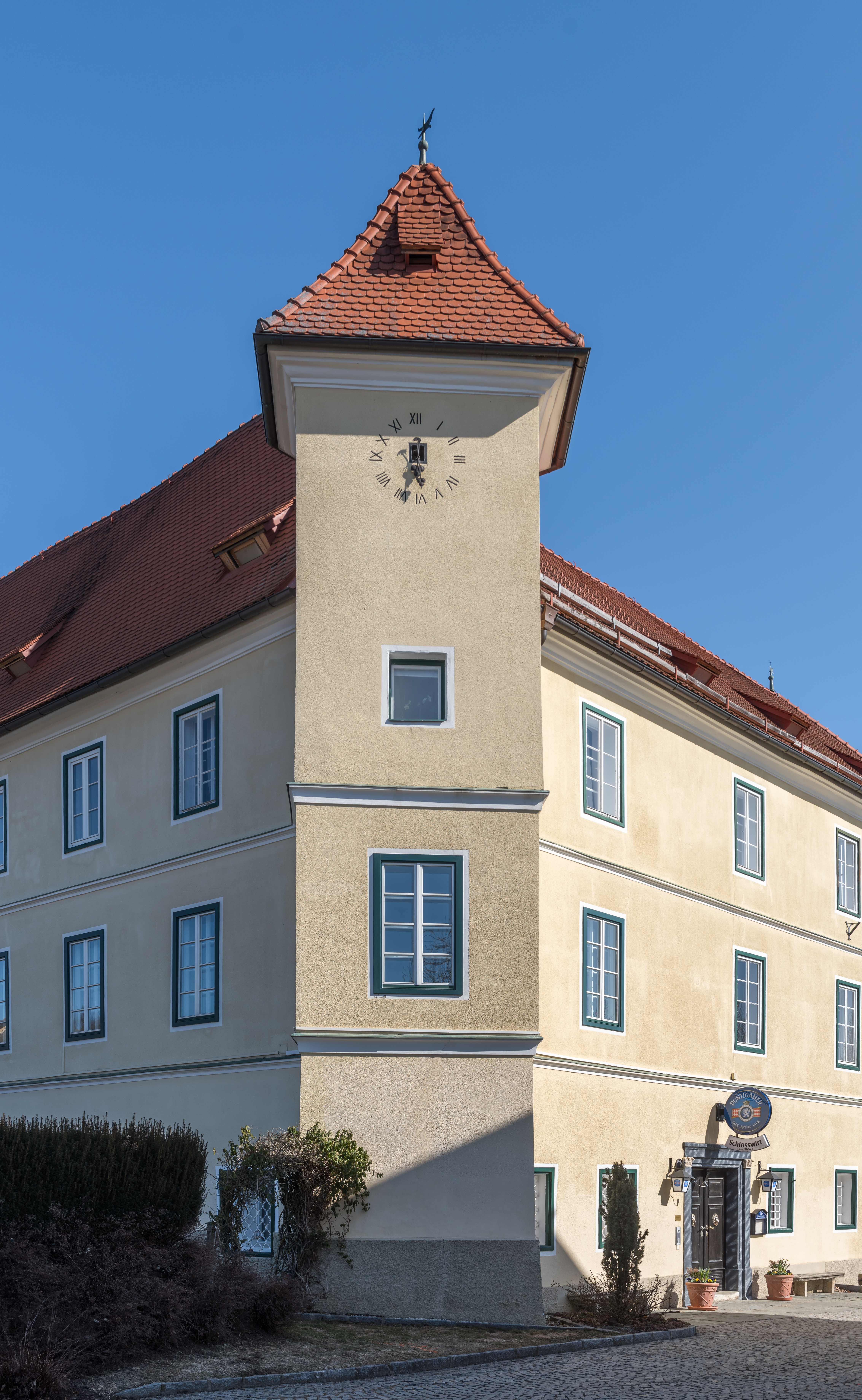
Castello di Silberegg, torre angolare con orologio

Il nome del castello fa capire che si tratta di un'antica istituzione legata al commercio dell'argento che veniva estratto nella zona già in epoca romana. Silberegg è un villaggio a sud-est di Althofen che appare per la prima volta nei documenti del 1202 e del 1285. L'insediamento di epoca romana viene testimoniato dai resti di edifici e dai numerosi reperti archeologici. Nel Medioevo sul territorio esisteva già un castello, documentato nel 1274 , ma la sua posizione non è sicura mentre le fonti storiche documentate dicono che questo maniero venne costruito solo all'inizio del XV secolo e il committente è considerato Bernhard Khulmer zum Rosenbichl. Il primo signore del castello, che ne portò anche il nome, fu Hans von Silberberg. Alla sua morte, avvenuta nel 1543, malgrado appartenesse per via ereditaria ad Hans-Georg von Schönaich, quando era ancora minorenne lo zio e suo tutore legale, Fabian von Schönaich, lo vendette ad Andreas von Pongenstein che, a sua volta, lo cedette a suo cugino Jakob von Windischgrätz nel 1572. Nel 1629 il Freiherr Hans Leonhard von Windischgrätz, durante il periodo della controriforma, dovette venderlo a Georg-Sigmund von Ambthofen, un commerciante di Mauterndorf che ebbe la concessione per erigere la cappella del castello nel 1632. L'unica sua erede, la figlia Maria Elisabeth, era sposata con il barone Christoph Andreas von Gaisruck e il castello rimase alla famiglia von Gaisruck fino al 1763 quando fu venduto a Josef Gassarister von Pfeilheim. All'inizio del XIX secolo i proprietari furono prima Karl Anton von Mayerhofen e poco dopo Martin Liebmann. Nel 1814 entrò tra le proprietà di Franz von Knappitsch e i suoi discendenti la mantennero fino al 1890. Alla fine del XIX secolo vennero realizzati importanti lavori di ristrutturazione e adeguamento della struttura poi, all'inizio del XX secolo, i proprietari cambiarono con grande frequenza. Appartenne poi a lungo alla famiglia Gegenbauer, che lo mantenne dal 1930 fino all'ultimo quarto del XX secolo. Nel 1996 alcuni interventi restaurativi e conservativi hanno tentato di riportare il castello al suo aspetto originario e a partire dal XXI secolo viene utilizzato per fini commerciali.

## Descrizione

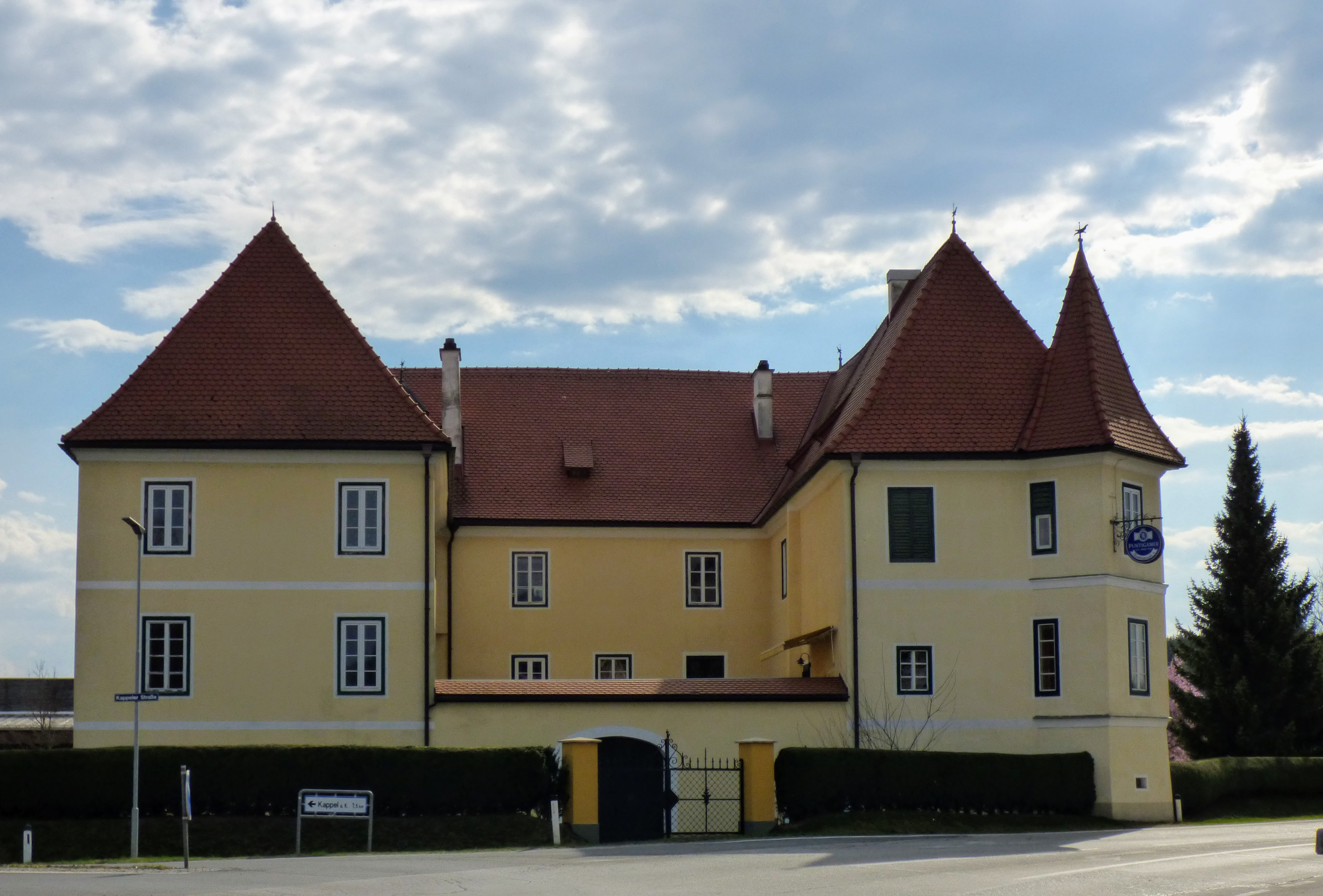
Parte nord con muretto e cancello d'ingresso posto tra le due ali della struttura

Il castello si trova nella parte meridionale di Silberegg, frazione del comune austriaco di Kappel am Krappfeld nel Distretto di Sankt Veit an der Glan appartenente al Land della Carinzia. Si tratta di un complesso con pianta a ferro di cavallo, fortemente ristrutturato, con torri angolari quadrate alte quanto le ali residenziali a tre piani. Due delle quattro torri angolari sono state demolite nel corso del tempo durante le varie ristrutturazioni e si mantengono solo quelle sulla facciata ovest. La torre a nord-ovest è stata rialzata di un piano nel XIX secolo e da allora funge anche da torre dell'orologio. Il cortile quadrato è chiuso nel lato nord da un muretto che è posto tra le ali laterali e sul muretto si trova il cancello d'ingresso. In origine le coperture dei ripidi tetti a padiglione delle tre ali erano rifinite con scandole di pietra poi recentemente sostituite da tegole. L'ultimo importante lavoro che ha riguardato l'aspetto delle facciate è stato realizzato nel 1870 e da allora 
hanno mantenuto una struttura semplice. Le finestre hanno una cornice profilata e sottile. Sulla facciata a sud-ovest si trova il portale marmoreo in stile rinascimentale  con stipite profilato. All'interno, al piano terra, si trova un grande salone con volta a botte e in corrispondenza al primo piano si trova un salone con soffitto barocco rifinito in stucco. Il pavimento in pietra a scacchi risale al XVIII secolo. Accanto all'edificio principale si trova un gruppo di fabbricati rurali che ospitavano un birrificio chiuso nel 1929.

### Bene architettonico tutelato
Il castello di Silberegg è stato posto sotto tutela dei monumenti da parte della Repubblica austriaca col numero 34420.